# Плавучий морской научный институт
Плавучий морской научный институт (Плавморнин) — первый советский научно-исследовательский институт, созданный для изучения региона Северного Ледовитого океана.

## История
1. В целях всестороннего и планомерного исследования Северных морей, их островов, побережий, имеющих в настоящее время Государственно-важное значение, учредить при Народном Комиссариате Просвещения Плавучий Морской Научный Институт с отделениями: биологическим, гидрологическим, метеорологическим и геолого-минералогическим.
2. Организованный при НК Просвещения Плавучий Морской Биологический Институт ввести в состав учрежденного настоящим декретом Института в качестве его биологического отделения.
3. Положение об Институте поручить разработать Наркомпросу по соглашению с Морским ведомством и В.С.Н.Х.
4. Районом деятельности Института определить Северный Ледовитый океан с его морями и устьями рек, островами и прилегающими к нему побережьями РСФСР, Европы и Азии.
5. Поручить соответствующим учреждениям снабжение Института углем, жидким топливом, оборудованием и продовольствием наравне с учреждениями первостепенной государственной важности.
6. Установление норм снабжения продовольствием ученого состава Института возложить на Комиссию по Снабжению рабочих при Народном Комиссариате Продовольствия.

В.И. Ленин
Управляющий делами Совета Народных Комиссаров
Секретарь
10 марта 1921 года советское правительство издало декрет о создании научно-исследовательского института для проведения исследовательских работ в северных полярных морях. Научной базой института стал Московский государственный университет, экспедиционная находилась в Архангельске. В разработке декрета принимали участие И. И. Месяцев, Н. Н. Зубов, В. К. Солдатов и др. 
В 1921 году Плавморнин организовал первую экспедицию в Баренцево и Карское моря на ледокольном пароходе «Малыгин».
Осенью 1922 года институту было передано исследовательское судно «Персей», которое представляло собой двухмачтовый моторно-парусный бот водоизмещением 550 тонн с дубовой ледовой защитой, длиной 41 метр и шириной 8 метров, оснащенный двигателем мощностью 360 л.с.; особая яйцевидная конструкция позволяла судну "парить" над льдом при сжатии, хотя и усиливала качку на открытой воде, при этом на небольшом боте удалось разместить 5 лабораторий, библиотеку и спальные места для 40 человек (24 члена команды и 16 ученых).
19 августа 1923 года начался первый рейс научно-исследовательского судна "Персей", которое должно было пройти от Мурманска по 41-му меридиану до арктических льдов, затем к Земле Франца-Иосифа и вдоль Новой Земли. Особенностью экспедиции было участие молодых ученых и студентов разных специальностей, что превратило судно в "морской вуз". Из-за нехватки угля и проблем с радиосвязью экспедиция была вынуждена укрыться в Белушьей губе Новой Земли, где команда провела вынужденную стоянку, занимаясь научными исследованиями. Несмотря на трудности, после прибытия парохода с топливом "Персей" благополучно вернулся в Архангельск 23 октября 1923 года, а поход был признан успешным благодаря значительному объему собранных научных данных.
С 1923 по 1941 год «Персей» совершил 84 научных экспедиции, прошёл более 100 тысяч морских миль (равно как 15 раз обойти земной шар по экватору), пробыв в море более 2000 суток (почти 6 лет). Во время Великой Отечественной войны «корабль науки» погиб.
Летом 1929 года институт был преобразован в Государственный океанографический институт (ГОИН), подчинённый Гидрометкомитету при СНК СССР.
В 1933 году ГОИН и Центральный НИИ морского рыбного хозяйства объединены во Всероссийский НИИ морского рыбного хозяйства и океанографии (ВНИРО).

## Руководители
- 1921—1933 — Месяцев, Иван Илларионович

## Научное снаряжение
Научное снаряжение "Персея" было крайне скудным из-за отсутствия отечественного производства океанографических приборов и невозможности зарубежных закупок, поэтому участники самостоятельно добывали оборудование: А.И. Россолимо временно получил шесть разнотипных батометров (систем Рутнера, Экмана и др.), что значительно замедляло наблюдения из-за необходимости опускать в море по одному прибору на каждый горизонт; экспедиция располагала лишь единичными экземплярами важнейших инструментов - одной трубкой Бахмана для взятия грунта, одним опрокидывающимся термометром Рихтера без атташе, одной вертушкой Экмана для измерения течений и четырьмя ручными вьюшками Томсона с единственным блок-счётчиком.